# Valerian Vladimirovič Kujbyšev
Valerian Vladimirovič Kujbyšev (in russo Валериан Владимирович Куйбышев?; Omsk, 6 giugno 1888, 25 maggio del calendario giuliano – Mosca, 25 gennaio 1935) è stato un rivoluzionario e politico russo e sovietico.

## Biografia
Iscritto al Partito Operaio Socialdemocratico Russo dal 1904, fu espulso per la sua attività politica prima dall'Accademia di medicina militare (1906) e poi dalla facoltà di giurisprudenza dell'Università di Tomsk. Arrestato numerose volte dalla polizia zarista e ripetutamente spedito al confino in Siberia, fu definitivamente amnistiato dopo la Rivoluzione di febbraio del 1917 e ricoprì ruoli dirigenziali politici e militari dapprima a Samara e poi nel Turkestan. Nella seconda metà del 1920 fu rappresentante diplomatico del Comitato esecutivo dell'Internazionale Comunista e della RSFS Russa nella Repubblica Sovietica Popolare di Bukhara, per poi iniziare a rivestire ruoli a livello centrale fino all'ingresso, dall'aprile 1922 all'aprile 1923, nel Comitato Centrale, nella Segreteria e nell'Orgburo del Partito bolscevico.
Divenne quindi Presidente della Commissione centrale di controllo e Commissario del popolo per l'ispezione operaio-contadina della RSFS Russa e poi dell'Unione Sovietica. Nel 1926 assunse la presidenza del Consiglio superiore dell'economia dell'URSS, mentre nel 1927 tornò a far parte del Comitato Centrale ed entrò nel Politburo del PCUS. Dal 1930 al 1934 fu presidente del Gosplan e poi fu nuovamente membro dell'Orgburo. Morì a Mosca nel gennaio 1935.
In suo onore la città di Samara fu chiamata Kujbyšev dal 1935 al 1990.